# Slingsby T.13 Petrel
Dimensions
Le Slingsby T.13 Petrel est un planeur de compétition monoplace britannique construit par Slingsby aviation juste avant la Seconde Guerre mondiale.

## Conception
Le Slingsby Petrel est un développement du planeur allemand Schleicher Rhönadler conçu par Hans Jacobs. Il s’agissait d’un planeur monoplace de hautes performances d’une envergure d’un peu moins de 18 mètres, construit en bois et recouvert d’un mélange de contreplaqué et de tissu. Il avait des ailes hautes en mouette non haubanées. Les ailes sont effilées régulièrement jusqu'au saumon arrondi aux extrémités. Les ailerons fins et arrondis occupaient plus de la moitié de l'envergure. Il n'y avait ni volets ni aérofreins.
Le maitre couple du fuselage se trouve en avant du bord d'attaque de l'aile au niveau de l'arrière de la grande verrière réalisée en plusieurs panneaux. Après les ailes, le fuselage se rétrécissait jusqu'à la queue. La dérive et le plan fixe de profondeur étaient de petite taille. Le gouvernail était large, aérodynamiquement équilibré et descendait jusqu'à la quille. Les gouvernes de profondeur étaient effilés avec une découpe pour le débattement du gouvernail. Le train d'atterrissage consistait simplement en un patin sous l'avant du fuselage et un patin à l'arrière.

## Historique opérationnel
Le prototype de Petrel a fait son premier vol en décembre 1938. Ce planeur s'est écrasé à Camphill, Derbyshire, lors des championnats nationaux britanniques de juillet 1939, tuant son pilote Frank Charles. Deux autres ont été construits et ont volé pendant plusieurs décennies après la Seconde Guerre mondiale avec des clubs en Angleterre et en Irlande. L'un d'entre eux a participé aux Championnats nationaux britanniques de 1953, qui se sont déroulés à nouveau à Camphill.

## Survivants
Le dernier planeur, BGA651, restait le seul en état de vol en 2013. Il a été restauré par son propriétaire, Graham Saw. Il vole régulièrement lors des réunions du Vintage Glider Club et a été exposé à Old Warden lors des journées portes ouvertes de Shuttleworth Collection.
Un autre, le BGA418, a été restauré et est exposé au musée de l'avion antique et de l'automobile Western (WAAAM) à Hood River, dans l'Oregon, aux États-Unis.